# Sonia Pulido
Sonia Pulido Flores (* 1973 in Barcelona) ist eine spanische Illustratorin und Comiczeichnerin.

## Leben
Sonia Pulido wurde in Barcelona geboren und wuchs dort auch auf. Sie studierte Bildende Kunst an der Universität Barcelona und schloss mit Spezialisierung Stich und Schnitt ab.
Heute lebt und arbeitet sie in El Masnou, einem ehemaligen Fischerdorf 30 km nördlich von Barcelona an der Küste des Maresme.

## Preise, Auszeichnungen und Ausstellungen
Sonia Pulidos Karriere springt ohne sich endgültig festzulegen zwischen Illustration und Comic hin und her. In beiden Berufsfeldern hat sie eine Reihe von Preisen bekommen:
- 1996 Erster Preis für Illustration «Joves creadors de Barcelona», Barcelona/Spanien
- 1997 VIII Biennal of Young Artists in Helsinki/Finnland und VIII Biennial of Young Artists from Europe and the Mediterranean (BJCEM) in Torino/Italien
- 1999 XV Bienal de Ibiza Ibizagrafic’99 im Nationalmuseum für Gegenwartskunst, Eivissa/Spanien
- 2002 Erster Preis für Illustration «edl Injuve», Madrid/Spanien
- 2007 Nominierung zum Premio autor revelación des «Salón del Cómic de Barcelona» mit der grafic novel «Puede que esta vez» (Text Xavi Doménech), Barcelona/Spanien
- 2008 Nominierung beim Young Illustrators Award, Zürich/Schweiz; Publikation im American Illustration, New York/USA; Premio Junceda Libro para Adultos de Ficción für das Buch «Cromos de luxe» (Texte Peio H. Riaño), APIC Barcelona/Spanien und XL-Preis für «junge Künstler, die die nächste Dekade prägen werden» der Zeitschrift El Duende, Madrid/Spanien; Gemeinschaftsausstellung Sin nosotras im Espacio Sins Entido, Madrid/Spanien mit Rachel Deville, Lola Lorente und Catel Muller
- 2009 Einzelausstellung Sonia Pulido. Separar por colores in Sevilla/Spanien[2]

## Publikationen
Sonia Pulido startete ihre Laufbahn mit Illustrationen für die Zeitschriften El País Semanal, Mujer 21, Stripburger und Tretzevents. Gleichzeitig publizierte sie eigene Kurzgeschichten in den renommierten Comics-Magazinen Dos veces breve, NSLM und Tos. 
Ihr erstes Buch war die Graphic Novel Puede que esta vez (Editorial Sins Entido, Madrid 2006 / Éditions de L’An2, Le Rosier 2006), wo sie über einen Text von Xavi Doménech arbeitete, der durch den Song Maybe this time aus Cabaret (Musical) inspiriert ist.
Im Juli 2006 startete sie ihren eigenen Blog mit dem Titel  El diario visual de Sonia Pulido (Sonia Pulidos visuelles Tagebuch).
Es folgten bisher die beiden Bücher Cromos de luxe / Chromorama (Editorial Monográfico, Burgos 2007 / Les éditions de la Cérise, Bordeaux 2008) und Duelo de Caracoles /Duel d’escargots (Editorial Sins Entido, Madrid 2010 / Cambourakis, Paris 2011).
Als Illustratorin und Comicautorin arbeitet Sonia Pulido heute regelmäßig für die Zeitung El País, die Wochenzeitung El País Semanal und die Zeitschrift Rockdelux; Auftragsarbeiten für die Verlage Planeta und Anaya, für Kosmópolis (Zentrum für Gegenwartskunst, Barcelona), Zeitschrift Club Cultura (FNAC), und u. a. für die Publikationen Barcelona Magazine, Cinemanía, Ling, Calle 20, Benzina, NSLM, Woman und Delicatessen (La Santa Cultura Visual).